# Forks
Forks es una ciudad ubicada en el extremo noroeste del estado de Washington, Estados Unidos. Durante muchos años su economía se basó en la industria maderera. Con recientes declinaciones en la industria, Forks ha tenido que depender de correccionales cercanas, como Clallam Bay Corretional Center y Olympic Correction Center, como fuentes de trabajos. Forks es un destino popular para los pescadores deportivos que pescan salmón y trucha arcoíris en los ríos cercanos. También lo es para los visitantes del parque nacional Olympic.

## Historia
Forks fue incorporado oficialmente el 28 de agosto de 1945, siguiendo el voto de los habitantes, los cuales se convertirían en los primeros miembros del pueblo.

## Turismo

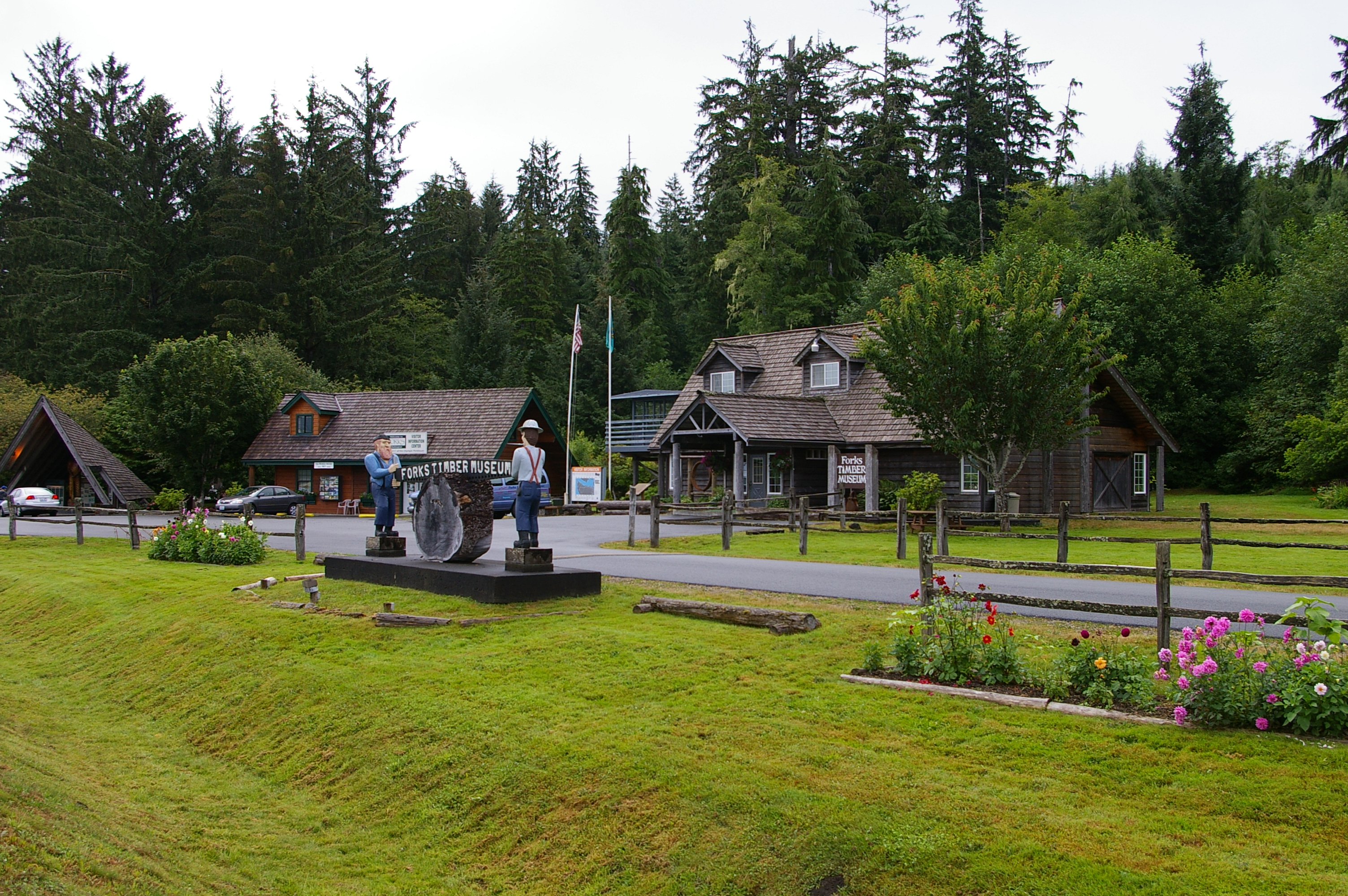
Timber Museum en Forks.

En el extremo sur de la ciudad está el Museo de la Madera de Forks. Construido en 1990 por la clase de Escuela de carpintería de Forks, los 300 m² de construcción ofrece una mirada al pasado en la historia local de la industria de la madera, los madereros del pasado y sus herramientas de trabajo. El museo tiene objetos expuestos que representan la historia que se remonta a la década de 1870.
Dependiendo de la persona, hay varias cosas que hacer en Forks. Para el grupo de adolescentes existe un grupo llamado Los jugadores Rainy Day. Estos jugadores se reúnen todos los viernes en el edificio del CIE ubicado a unas manzanas de distancia del semáforo en 71 Norte espartana. Para otros, Forks sirve como el centro de numerosas excursiones de un día a la Selva Hoh, las playas del Pacífico, y varios senderos.
Un gran porcentaje de los visitantes son fanáticos de la saga Crepúsculo de Stephenie Meyer, ya que Forks es la localización de las aventuras en las novelas. Como resultado, Forks ha visto un incremento del 600% en el turismo desde la publicación de los libros. Existen tours disponibles en sitios que se asemejan a los lugares descritos en los libros de Meyer, aunque las películas no se rodaron en realidad en Forks. Algunos lugares incluyen la casa de los Cullen (Miller Tree Inn), la casa donde vive Bella, y el hospital donde el Dr. Cullen se supone que trabaja.

## Geografía
Forks tiene un clima oceánico, con precipitaciones muy elevadas durante todo el año. Aunque existe una ligera tendencia de sequedad en verano, la lluvia sigue siendo abundante, pero no como el resto del año.
Forks tiene latitud 47°57'4" norte, y longitud 124°23'5" oeste.

## Demografía
Según el censo del 2007, había 3.120 habitantes, 1.169 hogares, y 792 familias residiendo en la ciudad. La densidad de población fue de 386.1 por km². Los grupos étnicos de la ciudad eran: 61.17% blancos, 0.876% afroamericanos, 14.03% nativos americanos. Hispanos o latinos de cualquier raza fueron el 3.54% de la población.